# Hugo Orlando Gatti
Hugo Orlando Gatti (Carlos Tejedor, Provincia de Buenos Aires, 19 de agosto de 1944-Buenos Aires, 20 de abril de 2025) también conocido como el Loco Gatti, fue un futbolista argentino que jugaba en la posición de guardameta. Se destacó en el Club Atlético Boca Juniors, donde logró dos Copas Libertadores de América, una Copa Intercontinental y tres Ligas Argentinas.
Poseedor de dos récords del fútbol argentino: el de mayor cantidad de partidos disputados en la Primera División (765 partidos) y el de mayor cantidad de penales atajados (26 en total, compartido con Ubaldo Fillol).
Es considerado uno de los mejores arqueros en la historia del fútbol argentino y uno de los grandes ídolos de la historia de Boca Juniors, donde conquistó seis títulos, siendo fundamental en la primera Copa Libertadores de América que obtuvo el equipo «xeneize» en 1977, ya que en la tanda de penales detuvo el remate de Vanderley, capitán del Cruzeiro. 
Disputó un total de 548 partidos con Boca, convirtiéndose así en el arquero con más presencias en la historia de esa institución y también unos de los mejores porteros en la historia del club, en la que permaneció hasta su retiro en 1988. Su rivalidad con Fillol fue histórica, entre otras cosas por ser él de Boca y Fillol de River, sumado a un cierto «duelo de estilos» (Fillol, serio, y Gatti, divertido; Fillol, seguro bajo los palos, y Gatti, jugando como un defensor más; etc.).
Su hijo Lucas también fue futbolista. Con frecuencia participó en programas deportivos de televisión, tanto de España como de Argentina.

## Trayectoria

### Los inicios en el Bohemio

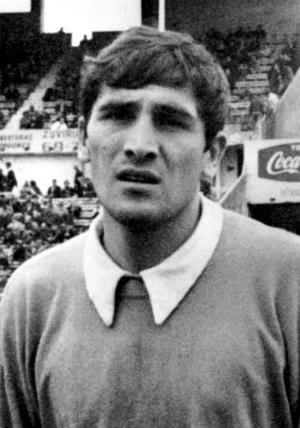
Hugo Gatti en 1966, a su paso por River Plate.

Surgió en las divisiones inferiores de Atlanta y pronto se destacó por su excentricidad en el puesto de guardameta. Lejos de limitarse a defender la meta, tenía la costumbre de salir a cortar el juego fuera del área, utilizar los pies e incluso llegar a ejecutar saques de banda. También se caracterizó por una fuerte autoestima y una notable abundancia en la elocución. Como su admirado Cassius Clay gustaba de autopromocionarse con ruidosas declaraciones en las que invariablemente decía ser el mejor en el puesto. En 1976 grabó un disco que fue un gran éxito "Las locuras de Gatti" la canción difundida que aún se canta en las canchas se titula "Vas derecho al mundial".
Debutó en Atlanta en 1962, en un partido que enfrentó al "bohemio" con Gimnasia y Esgrima La Plata. Gatti jugó 38 partidos para Atlanta hasta que fue adquirido por River Plate en 1964. Jugó 93 partidos en River entre 1964 y 1968, alternando en la Primera División con el mítico arquero Amadeo Carrizo, hasta que fue transferido a Gimnasia y Esgrima, club donde jugó 244 partidos entre 1969 y 1974. En 1975 se incorporó a Unión de Santa Fe por expreso pedido del director técnico Juan Carlos Lorenzo, cumpliendo con todas las expectativas generadas. Esa gran temporada marcó definitivamente el comienzo del éxito en su carrera.

### La llegada a Boca Juniors
Al año siguiente, el Toto asumió en Boca Juniors y pidió a Gatti como primer refuerzo. Tras duras negociaciones entre los presidentes Alberto José Armando de Boca y Super Manuel Corral de Unión, Gatti desembarcó en la Ribera.

### Los títulos

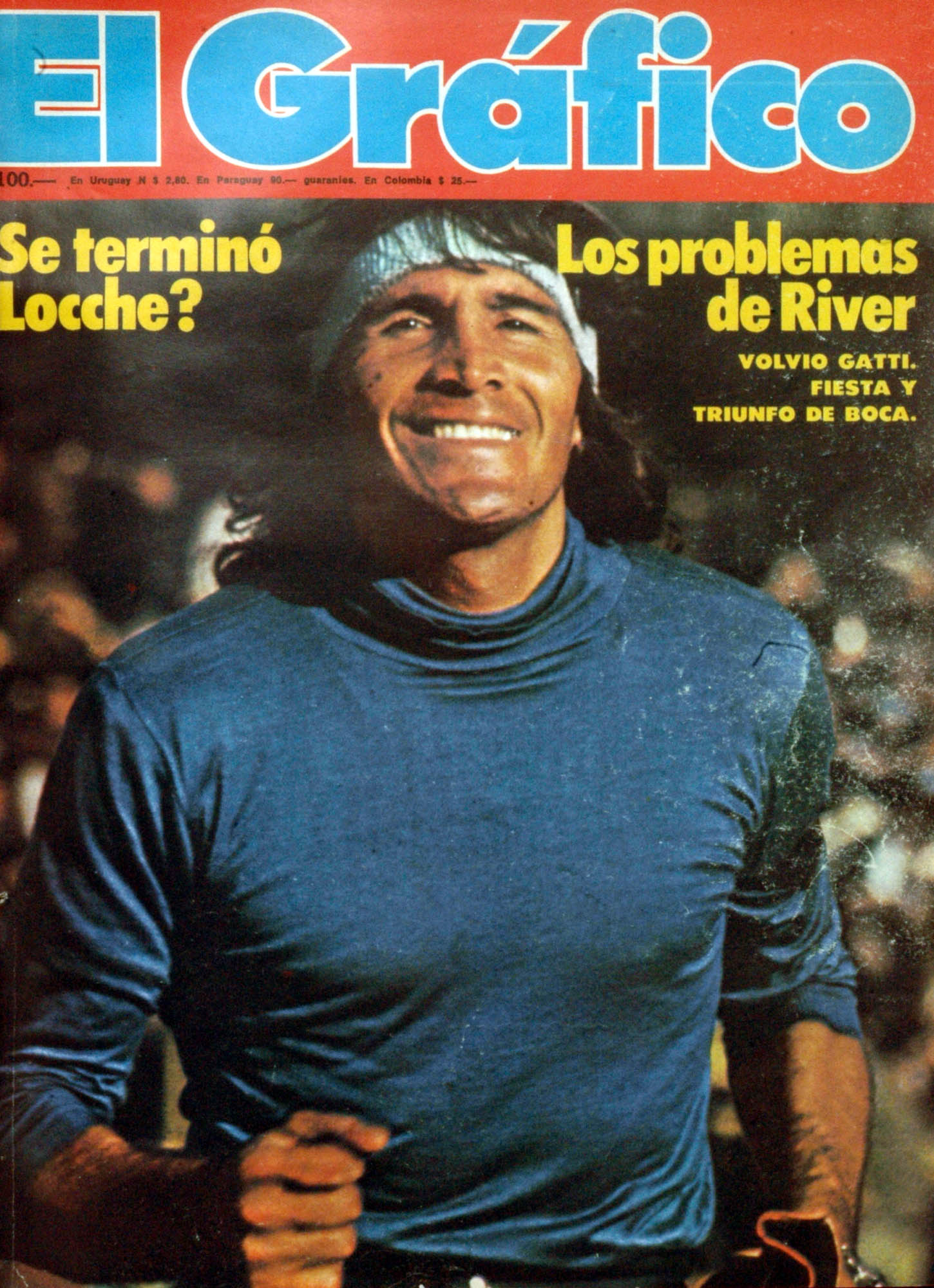
Gatti (Boca) en 1976.

En el primer año fue fundamental para conseguir los dos campeonatos. Primero en el Torneo Metropolitano y luego en el Nacional, derrotando nada menos que a River en una histórica final disputada en el estadio de Racing. Y más destacada aún fue su participación en la primera Copa Libertadores obtenida por el club en 1977 en cuya final detuvo el remate decisivo del jugador de Cruzeiro Vanderley. Al año siguiente Boca Juniors retuvo la Libertadores, y se consagró campeón de la Copa Intercontinental frente al Borussia Mönchengladbach con otra gran actuación de Gatti en el partido disputado en Karlsruhe, y que el equipo argentino ganó por 3-0.
A inicios de 1981 perdió la titularidad a manos de Carlos Rodríguez. El equipo, cuyas figuras fueron los recientemente incorporados Diego Maradona y Miguel Brindisi, era gran candidato al título del Metropolitano pero promediando la segunda rueda había comenzado a flaquear. En el partido frente a Estudiantes de La Plata, el entrenador Silvio Marzolini decidió devolverle la titularidad a Gatti tras una larga charla con Rodríguez. El Loco no lo defraudó: tras un grueso error en una salida que fue providencialmente subsanado por Roberto Mouzo volvió a aventurarse fuera de su área para cortar un pelotazo largo, siguió con la pelota hasta la línea de mitad de cancha y cedió a Perotti que luego de una corrida por la raya izquierda marcó el único tanto del encuentro. Desde ese día hasta el final del campeonato Gatti no volvió a salir y Boca conquistó una nueva estrella.

### Sus últimos años y el retiro

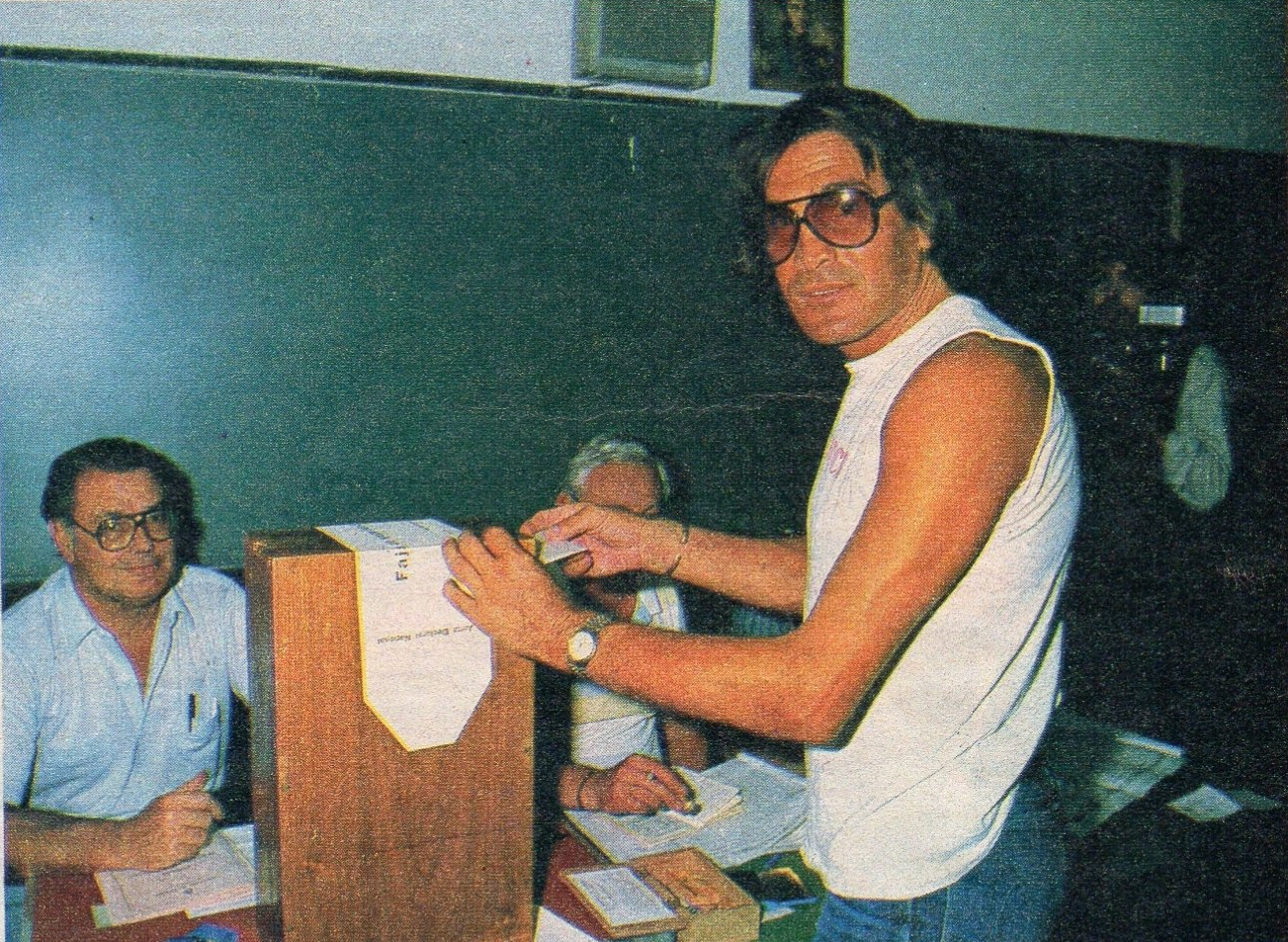
Gatti votando en las elecciones de 1983, que marcaron la restauración de la democracia en Argentina.

Los años 1980 fueron difíciles para el club y Gatti acompañó esos vaivenes con períodos de inactividad. En 1987 cumplió 25 años en primera como titular indiscutido, más allá de algunos faltazos ocasionales. El 11 de septiembre de 1988 Boca arrancó un nuevo torneo jugando en la Bombonera frente a Deportivo Armenio. Nada hacía suponer que ese sería el último partido de Gatti. Promediando el primer tiempo, el Loco salió a cortar un pase largo hacia el delantero Silvano Maciel pero erró el cálculo y la jugada terminó en el único gol del partido. El entrenador José Omar Pastoriza le quitó la titularidad en beneficio del recién llegado Carlos Fernando Navarro Montoya y Gatti no volvió a pisar oficialmente una cancha de fútbol. La decisión levantó una gran polémica. Si bien una buena parte de la parcialidad boquense la resistió, fue respaldada por los dirigentes y la barra brava «xeneize», que no le perdonaba su reciente participación en una publicidad política a favor del entonces presidente radical Raúl Alfonsín.
Gatti se resistió al retiro e intentó buscar oportunidades en otros clubes, que nunca llegaron. Se dijo que llegaría a Colombia para ser parte de equipo Deportivo Cali, pero la sorpresa fue cuando en el partido homenaje a la máxima figura del fútbol colombiano por aquellos tiempos, Willington Ortiz, vistió la camiseta del América de Cali en aquel partido amistoso. En los años 1990 organizó un partido homenaje en el Estadio José Amalfitani por sus persistentes divergencias con la dirigencia de Boca. Finalmente, y luego de 10 años, Gatti tuvo su homenaje al participar como arquero del primer equipo de Boca en los festejos por la obtención del Torneo Apertura 1998 en la Bombonera.

### Actividad periodística tras el retiro y controversias
Desde el retiro definitivo, participó activamente en los medios, principalmente a través de una columna de opinión en el diario deportivo español As. Desde ese ámbito, generó numerosas controversias. En su columna en As, en 2004 aseguró que si el Real Madrid no ganaba la liga se «pegaría un tiro en medio del Bernabeu». Finalmente la liga fue a parar a manos del Valencia C. F. En una columna durante la Copa Mundial de Fútbol de 2006 expresó su irónica sorpresa ante la cantidad de jugadores negros en la selección de Ecuador, recibiendo críticas de la comunidad ecuatoriana en España, que juzgó sus comentarios como racistas.
En noviembre de 2009 en el programa de televisión Punto Pelota, donde es un asiduo panelista, participó en un debate futbolístico. Tras un comentario de la colaboradora del programa Irene Junquera, Gatti le dijo que «las mujeres no saben de fútbol» y que «las mujeres a lavar los platos», y agregó «solo faltaba que las mujeres opinaran de fútbol».
Gatti, como panelista del programa de televisión española El Chiringuito de Jugones, fue protagonista de una pelea con un invitado del programa, Miguel Galán, con el que casi termina a los golpes. Esta pelea comenzó por un comentario del invitado hacia el "Loco" que hizo que se levantara de la silla decidido a buscarlo; el conductor del programa lo detuvo, evitando la pelea de Miguel Galán con Gatti en vivo. En 2017, durante otra emisión del mismo programa, tuvo un fuerte enfrentamiento dialéctico (que casi llega a las manos) con el conocido Cristóbal Soria, indignado ante el comentario de éste sobre que «los futbolistas no son más que unos mercenarios que juegan por dinero y se venden al mejor club postor».
En febrero de 2018, Gatti sufrió un ataque cardíaco. En marzo de 2020 fue ingresado a una clínica por una neumonía bilateral provocada por el coronavirus.

### Penales atajados
| Torneo           | Equipo        | Rival              | Jugador     | Fecha | Tiempo | Resultado |
| ---------------- | ------------- | ------------------ | ----------- | ----- | ------ | --------- |
| Campeonato 62    | Atlanta       | San Lorenzo        | Sanfilippo  | 25    | 38 ST  | 3-2       |
| Metropolitano 69 | Gimnasia (LP) | Chacarita Juniors  | Orife       | 10    | 24 PT  | 1-2       |
| Nacional 70      | Gimnasia (LP) | Newell's Old Boys  | Obberti     | 1     | 27 ST  | 1-1       |
| Metropolitano 71 | Gimnasia (LP) | Racing             | Wolff       | 9     | 37 ST  | 1-1       |
| Metropolitano 71 | Gimnasia (LP) | San Lorenzo        | Heredia     | 19    | 29 ST  | 2-2       |
| Metropolitano 72 | Gimnasia (LP) | River Plate        | Alonso      | 5     | 07 PT  | 0-1       |
| Metropolitano 72 | Gimnasia (LP) | Rosario Central    | Landucci    | 12    | 12 ST  | 2-3       |
| Metropolitano 72 | Gimnasia (LP) | Argentinos Juniors | Pena        | 16    | 35 ST  | 1-1       |
| Nacional 74      | Gimnasia (LP) | Huracán (SR)       | Mazzei      | 5     | 42 ST  | 4-1       |
| Metropolitano 75 | Unión (SF)    | Rosario Central    | Arias       | 4     | 37 ST  | 1-0       |
| Metropolitano 75 | Unión (SF)    | Banfield           | Taverna     | 8     | 20 ST  | 3-2       |
| Metropolitano 75 | Unión (SF)    | Argentinos Juniors | Cordero     | 11    | 10 ST  | 1-0       |
| Metropolitano 75 | Unión (SF)    | River Plate        | Alonso      | 25    | 41 ST  | 2-0       |
| Metropolitano 77 | Boca Juniors  | Racing             | Villa       | 18    | 07 ST  | 3-0       |
| Metropolitano 78 | Boca Juniors  | Argentinos Juniors | Ovelart     | 23    | 43 PT  | 1-1       |
| Metropolitano 78 | Boca Juniors  | Gimnasia (LP)      | Della Savia | 36    | 03 PT  | 2-3       |
| Nacional 79      | Boca Juniors  | San Lorenzo        | Coscia      | 14    | 14 PT  | 0-0       |
| Nacional 80      | Boca Juniors  | Huracán            | Babington   | 9     | 13 PT  | 3-3       |
| Nacional 83      | Boca Juniors  | Nueva Chicago      | Acuña       | 27    | 10 PT  | 0-5       |
| Temporada 86/87  | Boca Juniors  | Estudiantes (LP)   | Insúa       | 21    | 17 ST  | 3-0       |
| Temporada 86/87  | Boca Juniors  | Argentinos Juniors | Olguín      | 31    | 27 PT  | 2-3       |
| Temporada 87/88  | Boca Juniors  | Estudiantes (LP)   | Insúa       | 1     | 24 ST  | 1-2       |

## Selección nacional
Fue internacional con la selección de Argentina en 18 ocasiones, integrando el plantel que participó en el Mundial de Inglaterra 1966 como tercer arquero. Fue titular durante gran parte del proceso antes del Mundial de Argentina 1978, pero renunció. Esto benefició a Ubaldo Fillol, con quien peleaba la titularidad en el arco de la selección, y que se encontraba en un momento excepcional. Cabe mencionar la presión que ejerció la prensa argentina sobre César Menotti para la convocatoria del arquero de River. Previamente Gatti había atajado para la albiceleste en la Copa América 1975.

### Participaciones en Copas del Mundo
| Mundial              | Sede       | Resultado        | PJ | GR |
| -------------------- | ---------- | ---------------- | -- | -- |
| Copa Mundial de 1966 | Inglaterra | Cuartos de final | 0  | 0  |

## Fallecimiento
Gatti fue hospitalizado a finales de febrero de 2025, por una fractura en la cadera, tras sufrir una caída mientras paseaba a su perro. Dentro del hospital, contrajo una neumonía, junto a una insuficiencia renal y cardíaca, falleciendo el 20 de abril de ese mismo año.

## Estadísticas
- Actualizado hasta el fin de su carrera deportiva

### Clubes
| Atlanta Argentina |               |               |     |     |     |   |   |    |    |    |     |     |     |     |
| 1.ª | 1962          | 12            | 11  | 4   | -   | - | - | -  | -  | -  | 12  | 11  | 4   |     |
| 1.ª | 1963          | 26            | 37  | 8   | -   | - | - | -  | -  | -  | 26  | 37  | 8   |     |
| Total club | Total club    | 38            | 48  | 12  | 0   | 0 | 0 | 0  | 0  | 01 | 38  | 48  | 12  |     |
| River Plate Argentina |               |               |     |     |     |   |   |    |    |    |     |     |     |     |
| 1.ª | 1964          | 5             | 1   | 4   | -   | - | - | -  | -  | -  | 5   | 1   | 4   |     |
| 1.ª | 1965          | 15            | 12  | 6   | -   | - | - | -  | -  | -  | 15  | 12  | 6   |     |
| 1.ª | 1966          | 8             | 6   | 4   | -   | - | - | 7  | 6  | 2  | 15  | 12  | 6   |     |
| 1.ª | M-1967        | 13            | 10  | 7   | -   | - | - | 9  | 14 | 1  | 22  | 24  | 8   |     |
| 1.ª | N-1967        | 15            | 15  | 6   | -   | - | - | -  | -  | -  | 15  | 15  | 6   |     |
| 1.ª | M-1968        | 11            | 11  | 3   | -   | - | - | -  | -  | -  | 11  | 11  | 3   |     |
| 1.ª | N-1968        | 10            | 11  | 3   | -   | - | - | -  | -  | -  | 10  | 11  | 3   |     |
| Total club | Total club    | 77            | 66  | 33  | 0   | 0 | 0 | 16 | 20 | 3  | 93  | 86  | 34  |     |
| Gimnasia (LP) Argentina |               |               |     |     |     |   |   |    |    |    |     |     |     |     |
| 1.ª | M-1969        | 36            | 49  | 11  | -   | - | - | -  | -  | -  | 36  | 49  | 11  |     |
| 1.ª | M-1970        | 19            | 25  | 5   | 2   | 4 | 0 | -  | -  | -  | 21  | 29  | 5   |     |
| 1.ª | N-1970        | 8             | 10  | 2   | -   | - | - | -  | -  | -  | 8   | 10  | 2   |     |
| 1.ª | M-1971        | 34            | 54  | 6   | -   | - | - | -  | -  | -  | 34  | 54  | 6   |     |
| 1.ª | N-1971        | 9             | 12  | 1   | -   | - | - | -  | -  | -  | 9   | 12  | 1   |     |
| 1.ª | M-1972        | 33            | 53  | 6   | -   | - | - | -  | -  | -  | 33  | 53  | 6   |     |
| 1.ª | N-1972        | 11            | 17  | 3   | -   | - | - | -  | -  | -  | 11  | 17  | 3   |     |
| 1.ª | M-1973        | 26            | 41  | 3   | -   | - | - | -  | -  | -  | 26  | 41  | 3   |     |
| 1.ª | N-1973        | 14            | 26  | 3   | -   | - | - | -  | -  | -  | 14  | 26  | 3   |     |
| 1.ª | M-1974        | 16            | 27  | 3   | -   | - | - | -  | -  | -  | 16  | 27  | 3   |     |
| 1.ª | N-1974        | 18            | 22  | 5   | -   | - | - | -  | -  | -  | 18  | 22  | 5   |     |
| Total club | Total club    | 224           | 336 | 48  | 2   | 4 | 0 | 0  | 0  | 0  | 226 | 340 | 48  |     |
| Unión (SF) Argentina |               |               |     |     |     |   |   |    |    |    |     |     |     |     |
| 1.ª | M-1975        | 34            | 40  | 14  | -   | - | - | -  | -  | -  | 34  | 40  | 14  |     |
| 1.ª | N-1975        | 11            | 13  | 4   | -   | - | - | -  | -  | -  | 11  | 13  | 4   |     |
| Total club | Total club    | 45            | 53  | 18  | 0   | 0 | 0 | 0  | 0  | 0  | 45  | 53  | 18  |     |
| Boca Juniors Argentina |               |               |     |     |     |   |   |    |    |    |     |     |     |     |
| 1.ª | M-1976        | 23            | 16  | 12  | -   | - | - | -  | -  | -  | 23  | 16  | 12  |     |
| 1.ª | N-1976        | 16            | 9   | 8   | -   | - | - | -  | -  | -  | 16  | 9   | 8   |     |
| 1.ª | M-1977        | 19            | 24  | 2   | -   | - | - | 12 | 2  | 10 | 31  | 26  | 12  |     |
| 1.ª | N-1977        | 6             | 8   | 3   | -   | - | - | -  | -  | -  | 6   | 8   | 3   |     |
| 1.ª | M-1978        | 22            | 24  | 7   | -   | - | - | 7  | 4  | 4  | 29  | 28  | 11  |     |
| 1.ª | N-1978        | 6             | 8   | 1   | -   | - | - | 1  | 0  | 1  | 7   | 8   | 2   |     |
| 1.ª | M-1979        | 1             | 1   | 0   | -   | - | - | 7  | 3  | 5  | 8   | 4   | 5   |     |
| 1.ª | N-1979        | 14            | 11  | 4   | -   | - | - | -  | -  | -  | 14  | 11  | 4   |     |
| 1.ª | M-1980        | 26            | 42  | 9   | -   | - | - | -  | -  | -  | 26  | 42  | 9   |     |
| 1.ª | N-1980        | 14            | 19  | 6   | -   | - | - | -  | -  | -  | 14  | 19  | 6   |     |
| 1.ª | M-1981        | 9             | 7   | 4   | -   | - | - | -  | -  | -  | 9   | 7   | 4   |     |
| 1.ª | N-1981        | 4             | 5   | 1   | -   | - | - | -  | -  | -  | 4   | 5   | 1   |     |
| 1.ª | N-1982        | 15            | 18  | 5   | -   | - | - | -  | -  | -  | 15  | 18  | 5   |     |
| 1.ª | M-1982        | 35            | 33  | 11  | -   | - | - | 3  | 2  | 1  | 38  | 35  | 12  |     |
| 1.ª | N-1983        | 13            | 13  | 5   | -   | - | - | -  | -  | -  | 13  | 13  | 5   |     |
| 1.ª | M-1983        | 31            | 49  | 6   | -   | - | - | -  | -  | -  | 9   | 7   | 6   |     |
| 1.ª | N-1984        | 6             | 5   | 3   | -   | - | - | -  | -  | -  | 6   | 5   | 3   |     |
| 1.ª | M-1984        | 11            | 13  | 2   | -   | - | - | -  | -  | -  | 11  | 13  | 2   |     |
| 1.ª | N-1985        | 1             | 1   | 0   | -   | - | - | -  | -  | -  | 1   | 1   | 0   |     |
| 1.ª | 1985/86       | 32            | 39  | 8   | -   | - | - | -  | -  | -  | 32  | 39  | 8   |     |
| 1.ª | 1986/87       | 41            | 57  | 12  | -   | - | - | 5  | 7  | 0  | 46  | 64  | 12  |     |
| 1.ª | 1987/88       | 35            | 46  | 14  | -   | - | - | 1  | 0  | 1  | 36  | 46  | 15  |     |
| 1.ª | 1988/89       | 1             | 1   | 0   | -   | - | - | -  | -  | -  | 1   | 1   | 0   |     |
| Total club | Total club    | 381           | 449 | 123 | 0   | 0 | 0 | 36 | 18 | 22 | 417 | 467 | 145 |     |
| Total carrera | Total carrera | Total carrera | 765 | 952 | 234 | 2 | 4 | 0  | 52 | 38 | 25  | 819 | 994 | 259 |
| (1) Incluye datos de la Copa Argentina. (2) Incluye datos de la Copa Libertadores, Copa Interamericana, Copa Intercontinental, Supercopa Sudamericana. (3) No incluyen partidos amistosos. |               |               |     |     |     |   |   |    |    |    |     |     |     |     |

### Selección nacional
| Selección | Año   | Amistoso | Amistoso | Amistoso | Copa América | Copa América | Copa América | Total | Total | Total |
| Selección | Año   | PJ       | GR       | VI       | PJ           | GR           | VI           | PJ    | GR    | VI    |
| --------- | ----- | -------- | -------- | -------- | ------------ | ------------ | ------------ | ----- | ----- | ----- |
| Argentina | 1967  | 2        | 4        | 0        | -            | -            | -            | 2     | 4     | 0     |
| Argentina | 1975  | -        | -        | -        | 4            | 4            | 1            | 4     | 4     | 1     |
| Argentina | 1976  | 8        | 5        | 4        | -            | -            | -            | 8     | 5     | 4     |
| Argentina | 1977  | 4        | 6        | 0        | -            | -            | -            | 4     | 6     | 0     |
| Total     | Total | 14       | 15       | 4        | 4            | 4            | 1            | 18    | 19    | 5     |

### Resumen estadístico
| Competición            | Encuentros | Goles Recibidos | Valla invicta |
| ---------------------- | ---------- | --------------- | ------------- |
| Primera División       | 765        | 952             | 234           |
| Copas nacionales       | 2          | 4               | 0             |
| Copas internacionales  | 52         | 38              | 25            |
| Selección de Argentina | 18         | 19              | 5             |
| Total                  | 837        | 1.013           | 264           |

## Palmarés

### Campeonatos nacionales
| Título           | Club               | País      | Año    |
| ---------------- | ------------------ | --------- | ------ |
| Primera División | C. A. Boca Juniors | Argentina | M-1976 |
| Primera División | C. A. Boca Juniors | Argentina | N-1976 |
| Primera División | C. A. Boca Juniors | Argentina | M-1981 |

### Copas internacionales
| Título                       | Club              | Sede         | Año  |
| ---------------------------- | ----------------- | ------------ | ---- |
| Copa Libertadores de América | C.A. Boca Juniors | Montevideo   | 1977 |
| Copa Intercontinental        | C.A. Boca Juniors | Karlsruhe    | 1977 |
| Copa Libertadores de América | C.A. Boca Juniors | Buenos Aires | 1978 |

### Distinciones individuales
| Distinción                                                                          | Año           |
| ----------------------------------------------------------------------------------- | ------------- |
| Premio Olimpia de Plata al mejor jugador de fútbol argentino del año                | 1982          |
| Mayor cantidad de presencias en la Primera División Argentina (765 partidos)        | 1988-Presente |
| Mayor cantidad de penales atajados en la Primera División de Argentina (26 penales) | 1988-Presente |
| 2° futbolista de Boca Juniors con mayor cantidad de presencias (417 partidos)       | 1988-Presente |
| Premio Konex - Diploma al Mérito                                                    | 1990          |

## Gatti en la cultura popular
A través de la figura de Gatti se han creado diversos objetos de memorabilia, entre ellos llevada a varios álbumes de figuritas y naipes durante la década de los 60s y 70 como "Leyendas del fútbol" o "naipes Golazo" y especialmente en un juguete infantil que se llamó "La bola loca del loco Gatti".
Además fue el protagonista de un corto publicitario que marcó época en la historia del marketing en la Argentina: el que produjo la agencia Casares para ginebra Bols a comienzos de los 70. Con los elementos técnicos de la época y con ingenio, y por supuesto con el carisma de Gatti, filmaron que éste convertía un gol de arco a arco. En el corto, un famoso barman, Manolete, le acerca a Gatti una ginebra Bols con soda y se escucha la voz del locutor: “¿Usted cree que no es posible? Con esmowing todo es posible. ¿Quiere tener esmowing? Tome ginebra Bols”. El gol –verdadero, insertado para el aviso- fue el que Roberto José Santiago le convirtió a Argentinos Juniors para el 3-0 en su estadio del Bosque platense. La publicidad fue un verdadero boom y el término “esmowing”, hoy ya en desuso, quedó como un slogan patentado por Casares, como un símbolo de la actitud relajada, glamoroso, ganadora